# Brachycorythis rhodostachys
Brachycorythis rhodostachys är en orkidéart som först beskrevs av Rudolf Schlechter, och fick sitt nu gällande namn av Victor Samuel Summerhayes. Brachycorythis rhodostachys ingår i släktet Brachycorythis och familjen orkidéer. Inga underarter finns listade i Catalogue of Life.